# Southgang
I Southgang furono un gruppo hair metal formato nel 1988 a Rome, Georgia.

## Storia
I Southgang si formarono originariamente sotto il nome di Byte the Bullet a Rome, Georgia, ma si ricollocarono presto a Los Angeles verso la fine del 1988. Jayce Fincher raggiunse la formazione dopo l'abbandono del bassista originale. I Byte the Bullet debuttarono a Los Angeles durante il gennaio 1989. Da lì dovettero dedicarsi a lavori occasionali per sopravvivere. Dopo diverse date in noti locali della Sunset Strip come il Roxy e Whisky a Go Go, vennero notati dalla Charisma Records (sotto-etichetta della Virgin). Una volta accordati con la major, cambiarono nome in Southgang.
Venne quindi arruolato il produttore Howard Benson, ma vennero supportati anche dal ben più noto Desmond Child (che venne loro presentato dai Ratt), il produttore che fece emergere diverse heavy metal band in quegli anni e che prestava spesso il suo contributo nel songwriting. Child venne accreditato come produttore esecutivo. Venne così pubblicato nel 1991 il loro debutto dal titolo di Tainted Angel. Kane Roberts, chitarrista di Alice Cooper, venne accreditato come corista. Da questo venne estratta la hit omonima, di cui venne girato un videoclip lanciato su MTV. In questo periodo diversi giornali dedicati all'heavy metal, come Screamer, Metal Hammer e Metal Edge, dedicarono un articolo alla band emergente. Nonostante i buoni propositi ed il prezioso contributo di un grande produttore e songwriter come Desmond Child, il disco ricevette poca sponsorizzazione. Vennero girati altri videoclip dei brani Boys Night Out e Love Ain't Enough, che però non vennero mai trasmessi, probabilmente a causa dell'insuccesso. Oltre ai produttori Child e Benson, contribuì alla composizione del brano Love Ain't Enough anche l'ex frontman degli Autograph Steve Plunkett. Di risposta Walker e Harte contribuirono al songwriting del brano So Mysterious contenuto nel debutto solista dello stesso Plunkett, intitolato My Attitude (1991). Walker e Harte apparirono anche nell'album solista del produttore Desmond Child dal titolo di Discipline (1991).
Nonostante i pochi consensi ottenuti, l'anno successivo pubblicarono il secondo album, Group Therapy, prodotto da Howard Benson e Keith Olsen, ma si rivelò un fallimento ancora più grande, venendo completamente ignorato. Anche in questo caso venne girato il video della traccia Tug of War, che non venne trasmessa dai canali musicali.
A provocare il prematuro declino dei Southgang, come di altri gruppi della scena hair metal, fu l'ondata grunge che in quegli anni prendeva il sopravvento. Il gruppo si sciolse definitivamente nello stesso '92.

### Dopo lo scioglimento
Dopo lo scioglimento, Butch Walker, Jayce Fincher e Mitch McLee lavorarono assieme e fondarono la funk rock band Floyd's Funk Revival. Il gruppo includeva anche la moglie di Walker Chrystina. La band registrò solo una demo da sei tracce nel 1993 e cambiò nome in The Floyds.
Nel 1997 il trio Walker, Fincher e McLee fondarono una band pop punk chiamata The Marvelous 3 pubblicando il disco Math & Other Problems. I Marvelous 3 lanciarono la hit "Freak of the Week che ottenne un buon successo, ma poco dopo il trio si sciolse. Butch Walker si dedicò alla carriera solista debuttando con il disco Left Of Self Centred per la Arista Records nel 2002. Seguiranno diversi altri lavori. Harte e Walker apparirono nel 1996 nell'omonimo disco degli Hollywood Underground. Nel 1998 Walker e Jesse Hart parteciparono anche all'album solista del chitarrista dei Warrant Erik Turner, intitolato Demos for Diehards. Al disco parteciparono anche noti artisti come Jani Lane (Warrant) e Tommy Thayer (Black 'N Blue). Walker intraprenderà anche l'attività di produttore e songwriter. Molte hit da lui scritte vennero lanciate da altre band, come Girl All the Bad Guys Want dei Bowling for Soup, o "My Happy Ending" di Avril Lavigne.
Walker scrisse e produsse materiale per Tommy Lee (Mötley Crüe), Rockstar Supernova, Bowling for Soup, Pink (cantante), Lindsay Lohan, Avril Lavigne, Lit, Sevendust, The Donnas, Hot Hot Heat, American Hi-Fi, Midtown, Puffy AmiYumi e SR-71.

## Formazione
- Jesse Harte - voce
- Butch Walker - chitarra
- Jayce Fincher - basso
- Mitch McLee - batteria

## Discografia
- 1991 Tainted Angel
- 1992 Group Therapy